# Dispepsia
Dispepsia (do grego "δυς-" [dys-], dificuldade e "πέψη" [pepse], digestão) é um termo médico que designa "dificuldade de digestão", popularmente conhecida como "indigestão". Essa condição caracteriza-se por dor ou mal estar recorrente no abdome superior, sensação rápida de saciedade e plenitude com a alimentação, eructação (arroto) e menor apetite. Pode ser acompanhada de distensão abdominal, eructação (arrotos), náuseas ou azia. A dispepsia afeta cerca de 30% da população adulta em algum momento. Freqüentemente é causada pela doença do refluxo gastroesofágico (DRGE) ou gastrite, mas em uma minoria pode ser o primeiro sintoma da doença da úlcera péptica (uma úlcera do estômago ou duodeno) e, ocasionalmente, do câncer. Por isso, uma inexplicável dispepsia de início recente em pessoas acima de 55 ou a presença de outros sintomas de alarme pode requerer novas investigações.

## Tipos
- Dispepsia orgânica: A causa foi diagnosticada como doença orgânica como úlcera péptica crônica, refluxo gastroesofágico, carcinoma, doença pancreática ou biliar, intolerância a um alimento ou efeito colateral de um medicamento.
- Dispepsia funcional: A maior parte dos casos, após exames a causa continua incerta. Pode ser uma gastrite ou uma enterite por Helicobacter pylori, uma hipersensibilidade visceral, um distúrbio da motilidade, um transtorno de ansiedade ou um distúrbio do humor. Pode ser subdivida em similar a ulcerativa quando há dor e queimação ou similar a dismotilidade quando predominam outros sintomas.
- Dispepsia não investigada: Classificação usada antes dos exames diagnósticos.

## Causas
A dispepsia é o sintoma de muitas condições, principalmente:
- Refluxo gastroesofágico (RGE);
- Hérnia de hiato;
- Síndrome do intestino irritável;
- Úlcera péptica no estômago ou/e no duodeno;
- Intolerância a lactose;
- Inflamação ou obstrução da vesícula biliar (colecistite ou colelitíase);
- Transtorno de ansiedade ou depressão;
- Doenças metabólicas (diabetes, doenças da tiróide, hiperparatiroidismo);
- Doenças cardíacas;
- Medicações.

Também pode ser induzida por alimentos como cafeína, álcool e comidas gordurosas, principalmente quando consumidas rápido e em quantidade. O cigarro piora a dispepsia.
Esses sintomas podem representar um problema orgânico, quando existe alguma alteração morfológica caracterizada, ou pode ser chamado de funcional, na ausência de lesões estruturais. Dentre as causas orgânicas mais comuns, podemos citar a doença do refluxo gastresofágico, gastrites, úlcera duodenal, úlcera gástrica.
Ocasionalmente, os sintomas dispépticos são causados por medicamentos, como os antagonista dos canais de cálcio (usado no tratamento da angina e hipertensão), nitratos (usados no tratamento da angina), teofilina (utilizada no tratamento da doença pulmonar crônica), antibióticos, esteroides, digoxina, antidiabéticos, corticosteróides, AINEs (anti-inflamatórios não-esteróides), opioides, antidepressivos e antipsicóticos.

## Fisiopatologia
A fisiopatologia parece ainda não estar definitivamente estabelecida. As pesquisas se baseiam nos seguintes fatores envolvidos:
1. Hipersensibilidade gástrica;
2. H. pylori;
3. Neuropatia vagal;
4. Dismotilidade gástrica;
5. Disritmias gástricas;
6. Fatores psicossociais.

## Sinais e sintomas

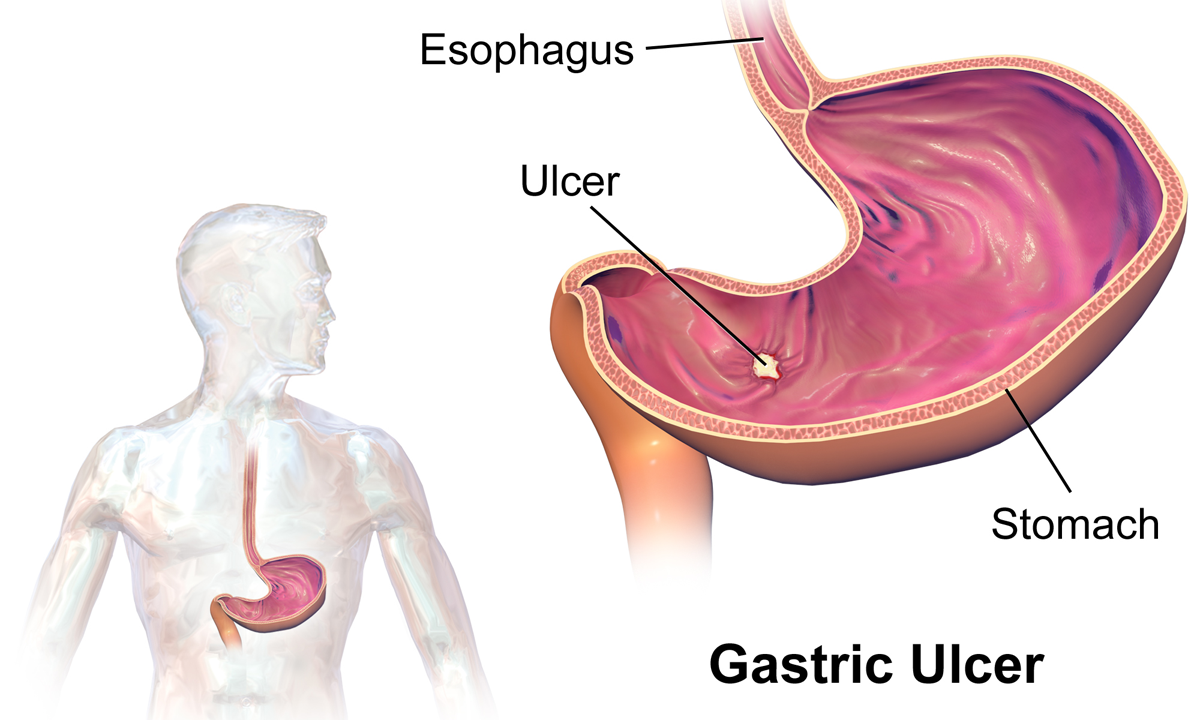
Sintomas de alerta podem indicar uma úlcera gástrica ou duodenal.

Os sinais e sintomas gastrointestinais são diversificados, porém comumente encontramos:
- Dor e desconforto na parte superior do abdome,
- Saciedade precoce,
- Queimação,
- Gases,
- Náuseas,
- Sensação de distensão abdominal.

Sintomas de alarme
A presença de sintomas de alertas exigem exames laboratoriais e endoscopia para investigar uma possível úlcera péptica ou neoplasia..
- Emagrecimento inexplicado
- Anemia
- Sangramento digestivo
- Disfagia progressiva
- Vômitos persistentes
- Cirurgia gástrica prévia
- Vísceras aumentadas
- Icterícia (pele amarelada)
- Tumor ou adenopatia abdominal
- Sintomas sistêmicos
- Idade maior a 55 anos
- Uso prolongado de anti-inflamatórios

## Diagnóstico
Segundo os critérios do Consenso de Roma III, a dispepsia funcional é caracterizada por sintomas dispépticos com duração mínima de 12 semanas, contínuos ou recidivantes, durante os últimos seis meses, sem causa orgânica demonstrável. Nesse consenso, a afecção foi dividida em dois grupos:
1. Síndrome da dor epigástrica: caracterizada pela dor em andar superior do abdome;
2. Síndrome do desconforto pós-prandial: tem como características o "empachamento", saciedade precoce, náuseas e vômitos. O diagnóstico permanece clínico, entretanto, é importante afastar possíveis causas orgânicas.[9]

Para se realizar a exclusão de causas orgânicas, necessária para o diagnóstico da dispepsia funcional, são realizados exames laboratoriais e de imagem. Dentre os mais importantes, estão:
1. Endoscopia digestiva alta: para afastar causas orgânicas, como úlceras e tumores.
2. Ultrassonografia abdominal: para afastar causas biliares, inflamatórias e tumorais.
3. Hemograma: pode sugerir doenças orgânicas, como na presença de anemia, leucocitose, plaquetose, eosinofilia, etc.
4. Protoparasitológico: essencial em nosso meio (Brasil) devido a incidência elevada de parasitoses intestinais.[9]

A pesquisa e tratamento do H. pylori tem sido uma opção discutida no contexto da abordagem aos pacientes dispépticos. É importante considerarmos duas circunstâncias distintas:
- Dispepsia não investigada: pacientes com sintomatologia dispéptica cuja natureza (funcional ou orgânica) ainda não foi esclarecida. Excluindo os casos de doença do refluxo gastroesofágico (DRGE) e os associados a AINEs. Quando não há sinais de alarme e a idade é inferior a 45 anos, temos como adequada a opção pela pesquisa e tratamento do H. pylori, em alternativa ao tratamento empírico de curta duração (4-8 semanas) com IBP.
- Dispepsia funcional: pacientes cuja investigação diagnóstica, incluindo a endoscopia digestiva alta, não identificou causa possível para a sintomatologia. Nestes casos a erradicação do H. pylori revelou-se clinicamente eficaz apenas numa pequena parte dos casos (apenas 6% melhor que o placebo, segundo meta-análise recente) devendo ser ponderada em função das características de cada caso particular.[10]

## Epidemiologia
Afeta cerca de 44%, ou 19,5% se excluímos os casos com refluxo gastroesofágico, da população brasileira adulta em algum momento do ano. Nos EUA a prevalência de dispepsia é de 31,9%, ou 15,8% se excluímos casos de refluxo. Dentre as causas 70% é classificada como funcional, 17% por úlcera, 12% por refluxo e 1,6% por câncer.

## Tratamento

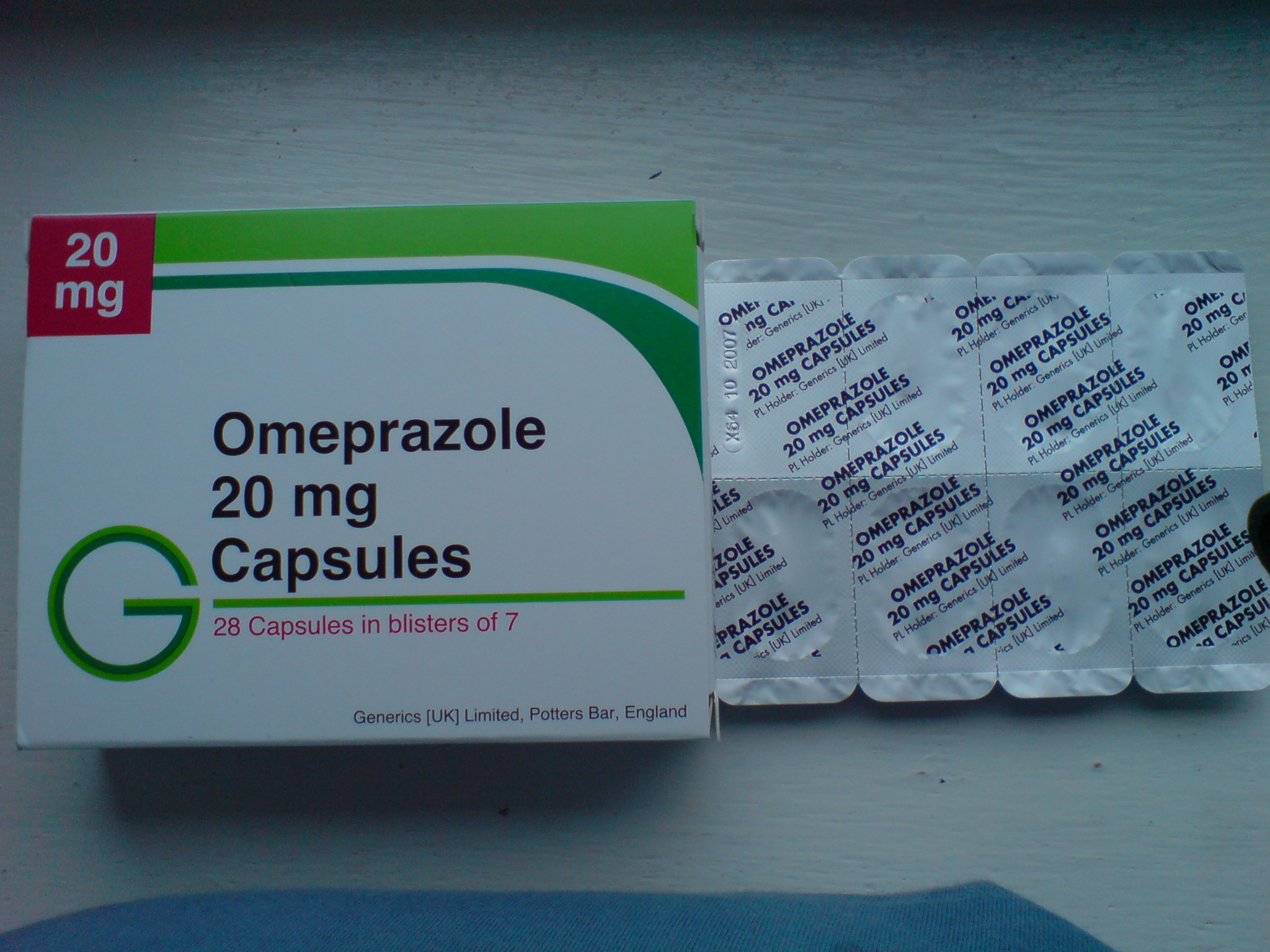
Inibidores da bomba de prótons inibem a produção de ácido pelo estômago.

Dispepsia funcional e dispepsia indiferenciada têm tratamentos semelhantes. Decisões em torno do uso da terapia medicamentosa são difíceis porque os ensaios incluem azia na definição de dispepsia. Isto conduziu aos resultados favorecendo os inibidores da bomba de prótons (IBP), que são eficazes no tratamento da azia.
Terapias tradicionais utilizadas para o diagnóstico incluem a modificação do estilo de vida, antiácidos, antagonistas dos receptores de H2 (H2-AR), agentes pró-cinéticos, e antiflatulentes. Tem-se observado que um dos aspectos mais frustrantes do tratamento da dispepsia funcional é que estes agentes tradicionais têm demonstrado pouca ou nenhuma eficácia.
Antiácidos e sucralfatos foram considerados melhores do que o placebo em uma revisão da literatura.  H2-ARs foram considerados como escolha em ensaios de pouca qualidade (redução de 30% do risco), mas em ensaios de boa qualidade, foram considerado apenas como benefício marginal. Agentes pro cinéticos, que empiricamente parecem trabalhar bem desde o retardo no esvaziamento gástrico, são considerados como importante mecanismo fisiopatológico na dispepsia funcional.  Eles foram demonstrados, em uma meta-análise, como capazes de produzir uma redução do risco relativo de até 50%, mas os estudos avaliados para chegar a esta conclusão usaram a droga ‘‘‘Cisaprida’’’ que já foi retirada do mercado (atualmente disponível apenas como um agente de investigação devido a eventos adversos graves). Modernos agentes pro cinéticos como a metoclopramida, eritromicina e tegaserode têm pouca ou nenhuma eficácia comprovada e muitas vezes resultam em efeitos colaterais significativos. Simeticone foi considerado como sendo de algum valor, pois uma experimentação sugere benefício potencial sobre o placebo e outra mostra a equivalência com Cisaprida.. Assim, com o advento pouco recente dos inibidores da bomba de prótons (IBP), surgiu a questão de saber se esses novos agentes são superiores a terapia tradicional.
Quando a causa da dispépsia não é conhecida e a pessoa doente não tiver respondido aos tratamentos, podem ser administrados os antidepressivos podem ser úteis. Nestes casos são prescritos antidepressivos em baixas doses. Isso ocorre, porque às vezes, esses medicamentos aliviam o desconforto, reduzindo a sensação de dor.
Uma meta-análise de 2004, reunindo os dados de três estudos controlados duplo-cego com placebo, encontrou o fitoterápico iberogast como sendo significativamente mais eficaz que o placebo (p = .001) no tratamento de pacientes com dispepsia funcional através da segmentação de várias patologias dispépticas. Esse medicamento fitoterápico alemão foi encontrado como sendo equivalente a Cisaprida e significativamente superior à Metoclopramida na redução dos sintomas da dispepsia funcional durante um período de quatro semanas.  Estudo realizado por vigilância retrospectiva de 40.961 crianças (de até 12 anos) não encontrou efeitos secundários graves.
Atualmente, os IBP são, dependendo do medicamento específico, indicados pela FDA para esofagite erosiva, doença do refluxo gastresofágico (DRGE), síndrome de Zollinger-Ellison, erradicação do H. pylori, úlcera gástrica e duodenal induzidas por AINEs e na cicatrização e prevenção de úlceras, mas não dispepsia funcional. Há, entretanto, diretrizes baseadas em evidências e na literatura que avaliam a utilização de IBP para esta indicação. Um gráfico útil que resume os principais ensaios está disponível a partir das orientações para dispepsia funcional publicado no ‘‘‘World Journal of Gastroenterology’’’ em 2006.
O estudo CADET foi o primeiro a comparar um IBP (Omeprazol 20 mg por dia) para tanto uma H2-AR (Ranitidina 150 mg BID), bem como um agente pró-cinético (Cisaprida 20 mg BID), juntamente com o placebo. O estudo avaliou esses agentes em pacientes, em 4 semanas e em 6 meses de tratamento, e observou que o omeprazol teve uma resposta significativamente melhor em 6 meses (31%) do que cisaprida (13%) ou placebo (14%) (p = .001) enquanto ele estava um pouco acima do corte para o que foi estatisticamente significativamente melhor do que a ranitidina (21%) (p = .053). Omeprazol também mostrou um aumento significativo nos escores de qualidade de vida em relação aos outros agentes em algumas categorias de medidas e em relação ao placebo em todas as categorias (p = ,01-,05).
O estudo ENCORE, que foi um acompanhamento do retorno dos pacientes do estudo OPERA, mostrou que os pacientes que respondiam à terapia com Omeprazol realizavam menos visitas clínicas do que os não-respondedores (1,5 vs 2,0) durante um período de três meses (p <.001).